# Hebes Chasma
Hebes Chasma é um chasma pouco a norte do sistema de cânions Valles Marineris, no quadrângulo de Coprates em Marte. Este chasma está centrado a 1º latitude sul e 76º longitude oeste, exatamente no intermédio entre o equador marciano e o sistema Valles Marineris, logo a leste da região de Tharsis.

## Geografia
Hebes Chasma é uma depresão completamente fechada na superfície de Marte, sem nenhum canal de escoamento para o vizinho Echus Chasma a oeste, a cratera Perrotin a sudoeste, ou Valles Marineris ao sul. Suas extensões máximas são 320 km de leste a oeste, 130 km de norte a sul,  e de 5 a 6 km em profundidade. No centro da depressão uma grande mesa se eleva a 5 km acima do leito do vale, quase tão alto quanto o terreno circundante. Este platô central faz de Hebes Chasma um vale único na geografia de Marte. 

## Origem da mesa
As encostas de Hebes Chasma se meteorizam de maneira distinta das encostas da mesa em seu leito. Além disso, estudos da inércia térmica  sugerem que a mesa e as paredes do cânion são compostos de materiais diferentes.  A inércia térmica é o tempo em que uma superfície aprisiona calor. Por exemplo, areas rochosas permanecem mais aquecidas que a poeira à noite.  Uma teoria popular que explica a diferença entre as paredes da depressão e as encostas da mesa é a de que a mesa teria se formado de material que se acumulou em um lago.